# Martín Dihigo
Pour les articles homonymes, voir Dihigo.
 (février 2015).
Si vous disposez d'ouvrages ou d'articles de référence ou si vous connaissez des sites web de qualité traitant du thème abordé ici, merci de compléter l'article en donnant les références utiles à sa vérifiabilité et en les liant à la section « Notes et références ».
Martín Magdaleno Dihigo Llanos, né le 25 mai 1906 à Matanzas et mort le 20 mai 1971 à Cienfuegos, est un joueur de baseball cubain, surnommé « El Maestro » (le maître) ou « El Inmortal » (l'immortel). 

## Carrière
Il a évolué, principalement au poste de lanceur et de joueur de deuxième but, tant en ligue cubaine de baseball, en Negro League américaine qu'en ligue mexicaine de baseball.
S'il est surtout considéré comme un lanceur de légende, il excellait à toutes les positions, tant au bâton qu'en défense sur le terrain. La meilleure saison de sa carrière est la saison 1938 de la ligue mexicaine, avec en tant que lanceur 18 victoires pour 2 défaites et une moyenne de points mérités de 0,90, et le titre de meilleur frappeur de la ligue pour une moyenne au bâton de 0,387.